# Мото Гран-Прі США
Мо́то Гран-Прі США (англ. United States motorcycle Grand Prix) — колишній етап змагань Чемпіонату світу із шосейно-кільцевих мотогонок MotoGP. Проводився на автомотодромі «Лагуна Сека», розташованому поблизу міста Монтерей, штат Каліфорнія, США.

## Історія

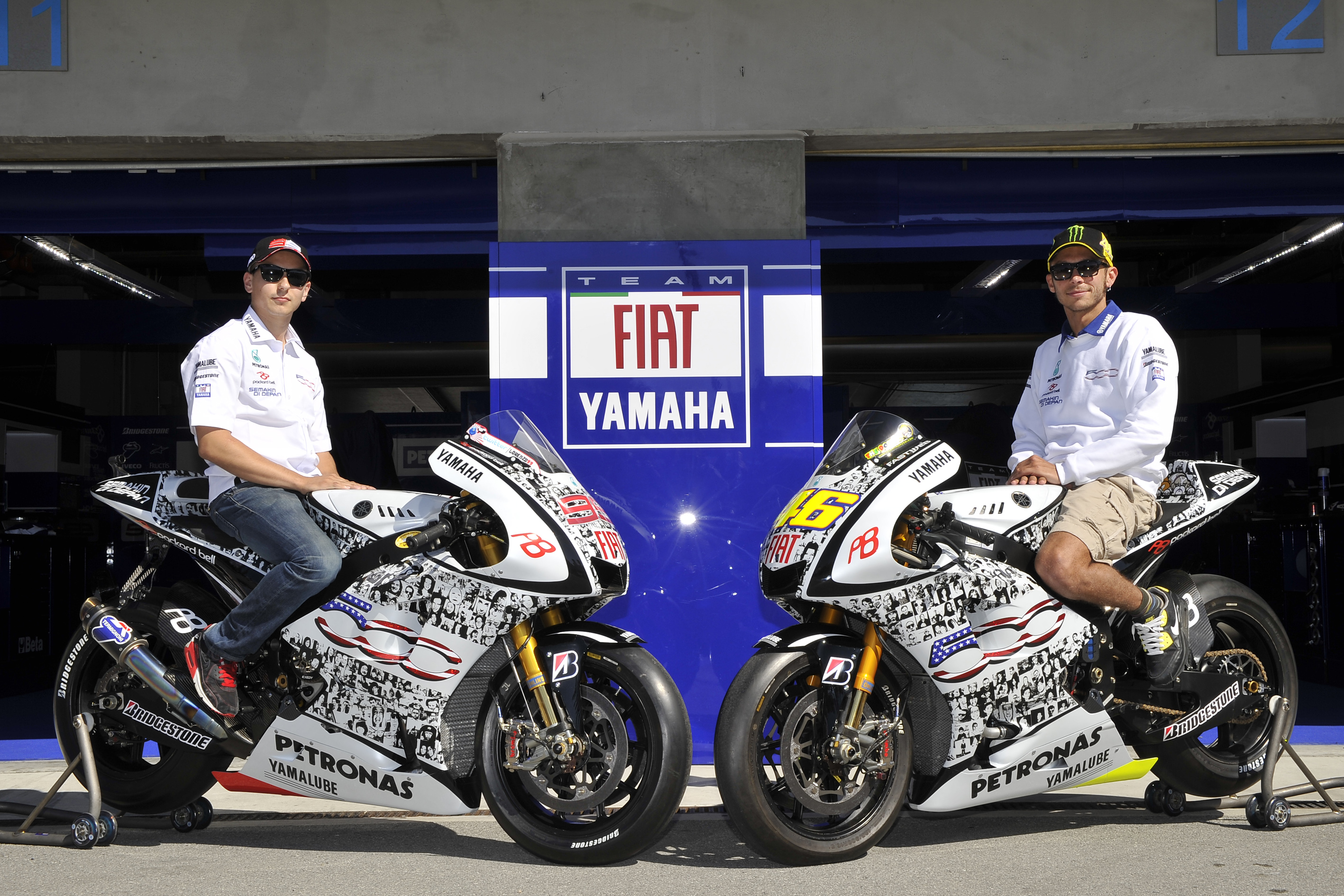
Команда Fiat Yamaha приготувала спеціальне розмалювання для мотоциклів, 2010 рік

Перші змагання відбулись у 1961 році на автомотодромі «Дайтона», у сезоні 1964 року вперше включені у календар змагань MotoGP. З сезону 1965 знову на 23 роки покинули календар змагань чемпіонату світу, куди повернулись у 1988 році, коли почали проводитись на автомотодромі «Лагуна Сека». У сезонах 1995-2004 років змагання не проводились. З сезону 2005 року відбувалися щороку.
На початку жовтня 2013 року організаторами змагань було повідомлено, що Мото Гран-Прі США з сезону 2014 року відбуватись не буде.
Окрім Мото Гран-Прі США, на території Сполучених Штатів Америки з 2008 року відбувалася ще одна гонка — Мото Гран-Прі Індіанаполісу, а в сезоні 2013 — і третя, Мото Гран-Прі Америк.

## Переможці етапу
| Сезон | Трек        | 50 cc        | 50 cc    | 125 cc / Moto3  | 125 cc / Moto3 | 250 cc / Moto2  | 250 cc / Moto2 | MotoGP          | MotoGP    |
| Сезон | Трек        | Гонщик       | Мотоцикл | Гонщик          | Мотоцикл       | Гонщик          | Мотоцикл       | Гонщик          | Мотоцикл  |
| ----- | ----------- | ------------ | -------- | --------------- | -------------- | --------------- | -------------- | --------------- | --------- |
| 2013  | Лагуна Сека |              |          |                 |                |                 |                | Марк Маркес     | Honda     |
| 2012  | Лагуна Сека |              |          |                 |                |                 |                | Кейсі Стоунер   | Honda     |
| 2011  | Лагуна Сека |              |          |                 |                |                 |                | Кейсі Стоунер   | Honda     |
| 2010  | Лагуна Сека |              |          |                 |                |                 |                | Хорхе Лоренсо   | Yamaha    |
| 2009  | Лагуна Сека |              |          |                 |                |                 |                | Дані Педроса    | Honda     |
| 2008  | Лагуна Сека |              |          |                 |                |                 |                | Валентіно Россі | Yamaha    |
| 2007  | Лагуна Сека |              |          |                 |                |                 |                | Кейсі Стоунер   | Ducati    |
| 2006  | Лагуна Сека |              |          |                 |                |                 |                | Нікі Хейден     | Honda     |
| 2005  | Лагуна Сека |              |          |                 |                |                 |                | Нікі Хейден     | Honda     |
| Сезон | Трек        | 50 cc        | 50 cc    | 125 cc          | 125 cc         | 250 cc          | 250 cc         | 500 cc          | 500 cc    |
| Сезон | Трек        | Гонщик       | Мотоцикл | Гонщик          | Мотоцикл       | Гонщик          | Мотоцикл       | Гонщик          | Мотоцикл  |
| 1994  | Лагуна Сека |              |          | Такеші Тсуїмура | Honda          | Доріано Ромбоні | Honda          | Лука Кадалора   | Yamaha    |
| 1993  | Лагуна Сека |              |          | Дірк Родіс      | Honda          | Лоріс Капіроссі | Honda          | Джон Косінскі   | Cagiva    |
| 1991  | Лагуна Сека |              |          |                 |                | Лука Кадалора   | Honda          | Вейн Рейні      | Yamaha    |
| 1990  | Лагуна Сека |              |          |                 |                | Джон Косінскі   | Yamaha         | Вейн Рейні      | Yamaha    |
| 1989  | Лагуна Сека |              |          |                 |                | Джон Косінскі   | Yamaha         | Вейн Рейні      | Yamaha    |
| 1988  | Лагуна Сека |              |          |                 |                | Джим Фелісе     | Honda          | Едді Лоусон     | Yamaha    |
| 1965  | Дайтона     | Ернст Дегнер | Suzuki   | Х’ю Андерсон    | Suzuki         | Філ Рід         | Yamaha         | Майк Хейлвуд    | MV Agusta |
| 1964  | Дайтона     | Х’ю Андерсон | Suzuki   | Х’ю Андерсон    | Suzuki         | Алан Шепард     | MZ             | Майк Хейлвуд    | MV Agusta |

Примітка. Дані офіційного сайту MotoGP

## Цікаві факти
- Мото Гран-Прі США була єдиною гонкою у календарі чемпіонату світу MotoGP, на якій проводилися змагання лише у класі MotoGP, без змагань у Moto2 та Moto3.